# Georg Ulrich von Wolkenstein-Rodeneck
Georg Ulrich von Wolkenstein-Rodeneck, seit 1630 Graf von Wolkenstein-Rodeneck (* 1. November 1598 auf Schloss Bruck (Lienz); † 23. April 1663 in Regensburg) war ein deutscher Domherr und Gesandter auf dem Westfälischen Friedenskongress sowie dem Frankfurter Deputationstag (1643–1645) und dem Reichstag zu Regensburg 1653.

## Leben

### Herkunft und Familie

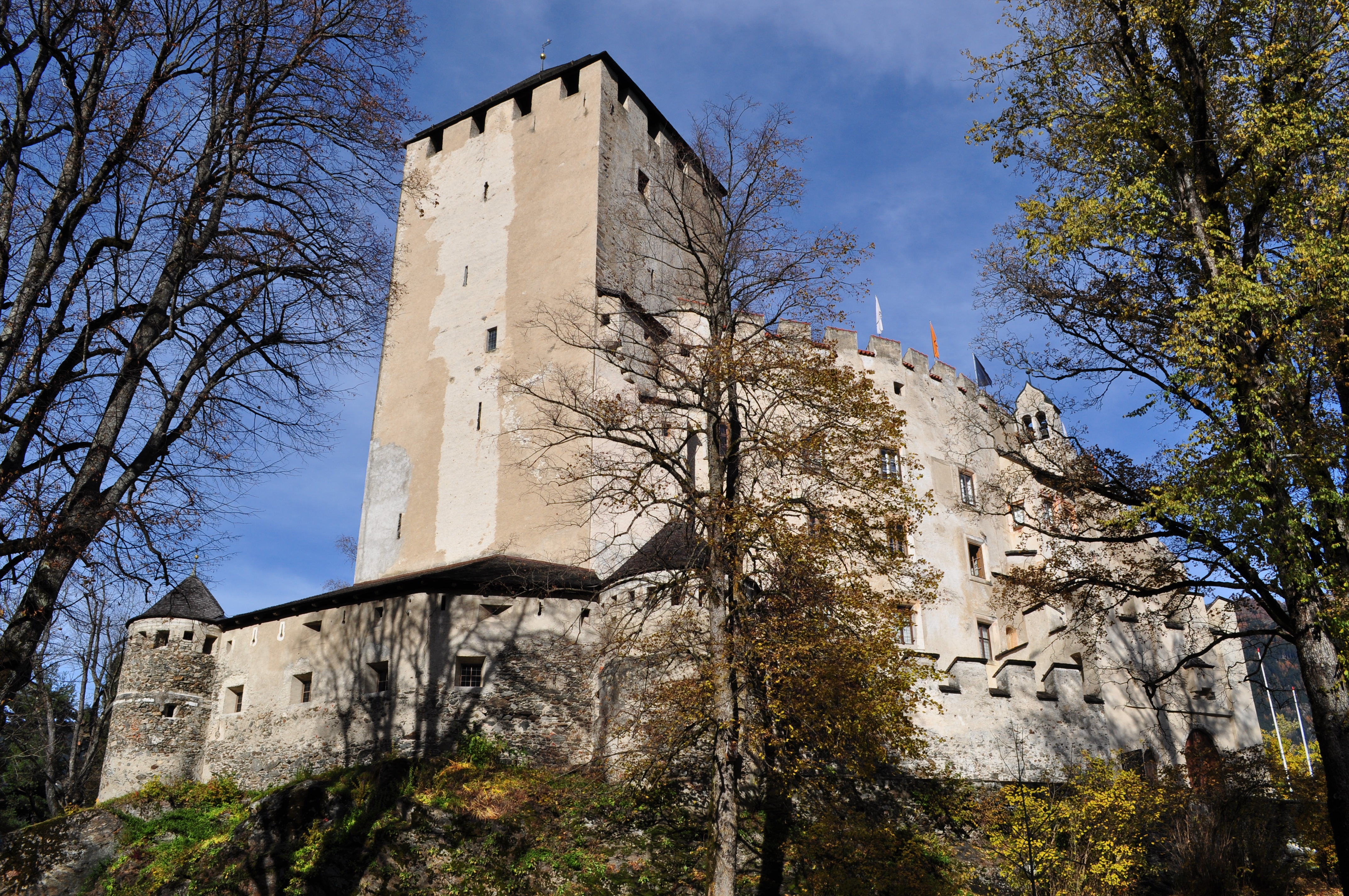
Schloss Bruck, bis 1642 im Besitz des Georg Ulrich von Wolkenstein

Georg Ulrich von Wolkenstein-Rodeneck entstammte dem Tiroler Adelsgeschlecht Wolkenstein-Rodeneck und wurde als Sohn des Freiherrn Sigmund von Wolkenstein († 18. März 1624) und dessen Gemahlin Anna Helena von Firmian geboren. Die Äbtissin Claudia Seraphica von Wolkenstein-Rodeneck (1625–1688) war seine Cousine. Er war im Besitz des Schlosses Bruck in Osttirol, das er 1642 an Erzherzog Ferdinand Karl verkaufte.

### Wirken als Domherr und Diplomat
Am 13. März 1628 erhielt er eine Dompräbende in Salzburg, auf die er 1633 verzichtete. Er war Mitglied des Reichshofrats. 1640 war er kaiserlicher Gesandter auf dem Reichstag zu Regensburg und in den Jahren von 1643 bis 1645 auf dem Frankfurter Deputationstag. Während der Verhandlungen zum Westfälischen Frieden weilte er als Gesandter des Hauses Österreich in Münster. Der Förderer seiner Cousine Claudia, Fabio Chigi, hat ihn sicher gut gekannt. Wolkenstein und seine Gesandtschaft wohnten im Stadthof von Heinrich II. von Droste-Hülshoff an der Kirche St. Lamberti in Münster. Er gehörte zu den Unterzeichnern der Westfälischen Friedensakte und war zunächst für die Teilnahme an den Osnabrücker Friedensverhandlungen vorgesehen. Trotz mehrerer Aufforderungen durch kaiserliche Gesandte blieb Wolkenstein in Münster. Auf dem Reichstag zu Regensburg 1653/1654 war er kaiserlicher Gesandter.